# Otto Ritschl (Theologe)
Otto Karl Albrecht Ritschl (* 26. Juni 1860 in Bonn; † 28. September 1944 ebenda) war ein deutscher evangelischer Theologe. Ritschl wirkte an den Universitäten von Halle, Kiel und Bonn.

## Leben
Otto Ritschl wurde am 26. Juni 1860 in Bonn als ältestes von drei Kindern des protestantischen Theologen Albrecht Ritschl und seiner Frau Ida (geb. Rehbock) geboren. Nach dem frühen Tod der Mutter lag die Kindererziehung am Vater. Ritschl besuchte das Gymnasium in Göttingen, wo er den größten Teil seiner Kindheit und Jugend verbrachte, nachdem sein Vater 1864 an die dortige Universität berufen worden war.
Nach dem Abitur 1878 und der Immatrikulation an der Georg-August-Universität Göttingen leistete Ritschl zunächst seinen Militärdienst als Einjährig-Freiwilliger ebenda ab. Ab 1879 studierte er an den Universitäten Bonn und Göttingen Theologie. 1882 später legte er sein erstes theologisches Examen ab und wechselte nach Gießen, wo er vor allem bei Adolf von Harnack studierte und sich mit der Kunstgeschichte befasste.
1885 promovierte Ritschl bei Willibald Beyschlag an der Universität Halle mit der Dissertation De epistulis Cyprianicis zum Lizenziaten der Theologie. Im gleichen Jahr habilitierte er sich mit der Arbeit Cyprian von Karthago und die Verfassung der Kirche, zu der ihm Adolf von Harnack geraten hatte.
Ritschl wurde nach dem Tod seines Vaters im März 1889 Professor für Kirchengeschichte an der Christian-Albrechts-Universität zu Kiel und befasste sich intensiv mit dessen Arbeit, gab seine Schriften und Briefe heraus und verfasste seine Biographie.
Nach fünf Jahren kehrte Ritschl nach Bonn zurück, wo er an der Universität zunächst die Nachfolge von Ernst Troeltsch als Extraordinarius für Dogmatik antrat und 1897 zum Ordinarius ernannt wurde. Hier entstand ein Großteil seiner Werke.
In den 1920er Jahren nahm Ritschl als Vertreter der Fakultät in Berlin an der „Außerordentlichen Versammlung der 7. Generalsynode“ und der „verfassunggebenden Kirchenversammlung“ teil.
Nach seiner Emeritierung im Herbst 1927 unterrichtete Ritschl noch vier weitere Semester, bis Karl Barth zum Sommersemester 1930 seine Nachfolge antrat. Außerdem folgten noch zahlreiche Veröffentlichungen bis 1940.
Im Laufe seiner Karriere war Ritschl sechsmal Dekan seiner Fakultät in Bonn (zum ersten Mal 1900/1901), Ehrendoktor der theologischen Fakultät in Kiel (29. Juli 1897), 1915 erhielt er den Titel „geheimer Konsistorialrat“ und 1930 wurde er Ehrendoktor der Philosophischen Fakultät in Halle.
Er war der Vater des Physikers Rudolf Ritschl und des Nationalökonomen Hans Ritschl.

## Organisationen
Ritschls großes Engagement war nicht nur beruflicher Natur.
Er war Mitglied der freikonservativen und deutschen Reichspartei (1885–1889), der nationalliberalen Partei (1889–1894); der Deutschen Vaterlandspartei (1917/18); nach 1918 der DNVP und nach 1933 der RLB.

## Werke
- De epistulis Cyprianicis. Diss. Halle 1885
- Cyprian von Karthago und die Verfassung der Kirche. Eine kirchengeschichtliche und kirchenrechtliche Untersuchung. Göttingen 1885.
- Albrecht Ritschls Leben. 1. Bd.: 1822–1864, 2. Bd.: 1864–89 Freiburg i. B. 1892–1896.
- Dogmengeschichte des Protestantismus. 4 Bände. Leipzig 1908–1927.